# أوبري لانيير
أوبري لانيير (بالإنجليزية: Aubrey Lanier)‏ هو لاعب كرة قدم أمريكية أمريكي، ولد في 18 فبراير 1888 في مقاطعة لونوك في الولايات المتحدة، وتوفي في 25 أبريل 1936 في شريفبورت في الولايات المتحدة.